# Liste von Persönlichkeiten aus Sala Capriasca
Diese Liste enthält in Sala Capriasca geborene Persönlichkeiten und solche, die in Sala Capriasca ihren Wirkungskreis hatten, ohne dort geboren zu sein. Die Liste erhebt keinen Anspruch auf Vollständigkeit.

## Persönlichkeiten
(Sortierung nach Geburtsjahr)
- Familie Sala[1]
  - Johannes de Salla genannt Rossinus (* um 1410 in Sala Capriasca; † nach 1441 in Lugano), Rechtsanwalt und Notar[1]
  - Bartolomeo da Sala (* um 1430 in Sala Capriasca; † nach 1477 ebenda), Militäringenieur[1]
  - Antonio da Sala (* um 1435 in Sala Capriasca; 1498 ebenda), Grossvikar des Bischofs von Como[1]

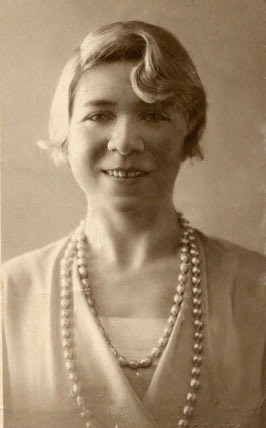
Alfonsina Storni Dichterin

- Antonio Ricci, ev. alias Antonio Ericer (* um 1520 in Sala Capriasca; † nach 1574 ebenda ?), Architekt[2]

- Familie Quadri
  - Stefano Quadri (* um 1525 in Sala Capriasca; † nach 1564 ebenda), Baumeister in Lugano, er restaurierte 1562–1564 die Brücke von Agno[3]
  - Gian Giacomo Quadri (* um 1530 in Sala Capriasca; † um 1590 in Lugano), Doktor beider Rechte, Kanoniker von Lugano in der 2. Hälfte des 16. Jahrhunderts[3]
  - Emilio Riccardo Quadri (Fra’ Riccardo) (* 7. Februar 1934 in Tesserete; † 4. April 2020 in Morbio Inferiore), Kapuziner, Theologe, Autor: Anonymi Leidensis De situ orbis libri duo., Santa Maria del Bigorio-Una storia secolare di spiritualità e accoglienza., u. a[4]; er wohnte im Kapuzinerkloster Bigorio.

- Künstlerfamilie Lepori
  - Stefano Lepori (* um 1650 in Sala Capriasca; † nach 1687 ebenda ?), Bildhauer, im Jahr 1687 schufen er und Battista Mogi aus Lugaggia einen Altar für die Pfarrkirche von Tesserete, Vater von Tommaso Lepori (1785–1862), Ingenieur, Unternehmer in Modigliana[5][6]
  - Giuseppe Lepori (* 1802 in Sala Capriasca; † 1845 ebenda), Stuckateur. In Villeneuve-de-Berg (Département Ardèche) sind einige Privathäuser mit seinen Stuckaturen erhalten[7]
  - Felice Lepori (* 1838 in Sala Capriasca; † nach 1860 in Patagonien), Stuckateur, dessen Sohn Luigi arbeitete als Stuckateur im Palais Sara Braun und in der Kathedrale von Punta Arenas, der grössten Stadt in Südpatagonien[8]
  - Pietro Paolo Lepori (* 1800 in Sala Capriasca; † 23. Mai 1874 in Dijon), Bruder von Giuseppe, Stuckateur[7]
  - Luigi Lepori (* 1869 in Sala Capriasca; † nach 1902 in Punta Arenas), arbeitete als Stuckateur u. a. im Palais Sara Braun und in der Kathedrale von Punta Arenas[9][10]
  - Mimi (Celestina) Lepori-Bonetti (* 2. April 1949; † 25. Juni 2016), aus Sala Capriasca, Mitarbeiterin am kantonalen Dipartimento delle opere sociali, Politikerin (PPD), Journalistin, Tessiner Grossrätin, Nationalrätin, Gründerin der sozialen Agentur Consono, Mitgründerin und Direktorin der Fondazione San Gottardo, Präsidentin der Fondazione Vanoni[11][12][13]

- Alfonsina Storni (1892–1938), Dichterin und Schriftstellerin der Avantgarde in Argentinien
- Cornelia Forster (1906–1990), Malerin, Bildhauerin, Grafikerin und Illustratorin schuf Zeichnung, Collage, künstlerische Gestaltung von Gebäuden, Kunst im öffentlichen Raum, Textilkunst, Bühnenbild und Illustration
- Willy Leiser (* 8. November 1918 in Biel/Bienne; † 10. Mai 1959 in Sala Capriasca), Maler, Bildhauer, Grafiker, Illustrator schuf Wandbild, Sgraffito, Drahtrelief und Gartenplastik. Er war verheiratet mit Teresa Leiser-Giupponi[14][15]
- Teresa Leiser-Giupponi (* 3. Februar 1922 in Schaffhausen; † 3. Oktober 1993 in Sala Capriasca), Braut von Willi Leiser, Malerin, Grafikerin und Holzbildhauerin[16][17]